# Triệu Phước
Triệu Phước là một xã thuộc huyện Triệu Phong, tỉnh Quảng Trị, Việt Nam.
Xã Triệu Phước có diện tích 16,98 km², dân số năm 1999 là 7.913 người, mật độ dân số đạt 466 người/km².

## Hành chính
Xã Triệu Phước được chia thành 6 thôn: An Cư, An Hà, Bắc Phước, Cao Việt, Lưỡng Kim, Nam Phước.